# Marshall Allen

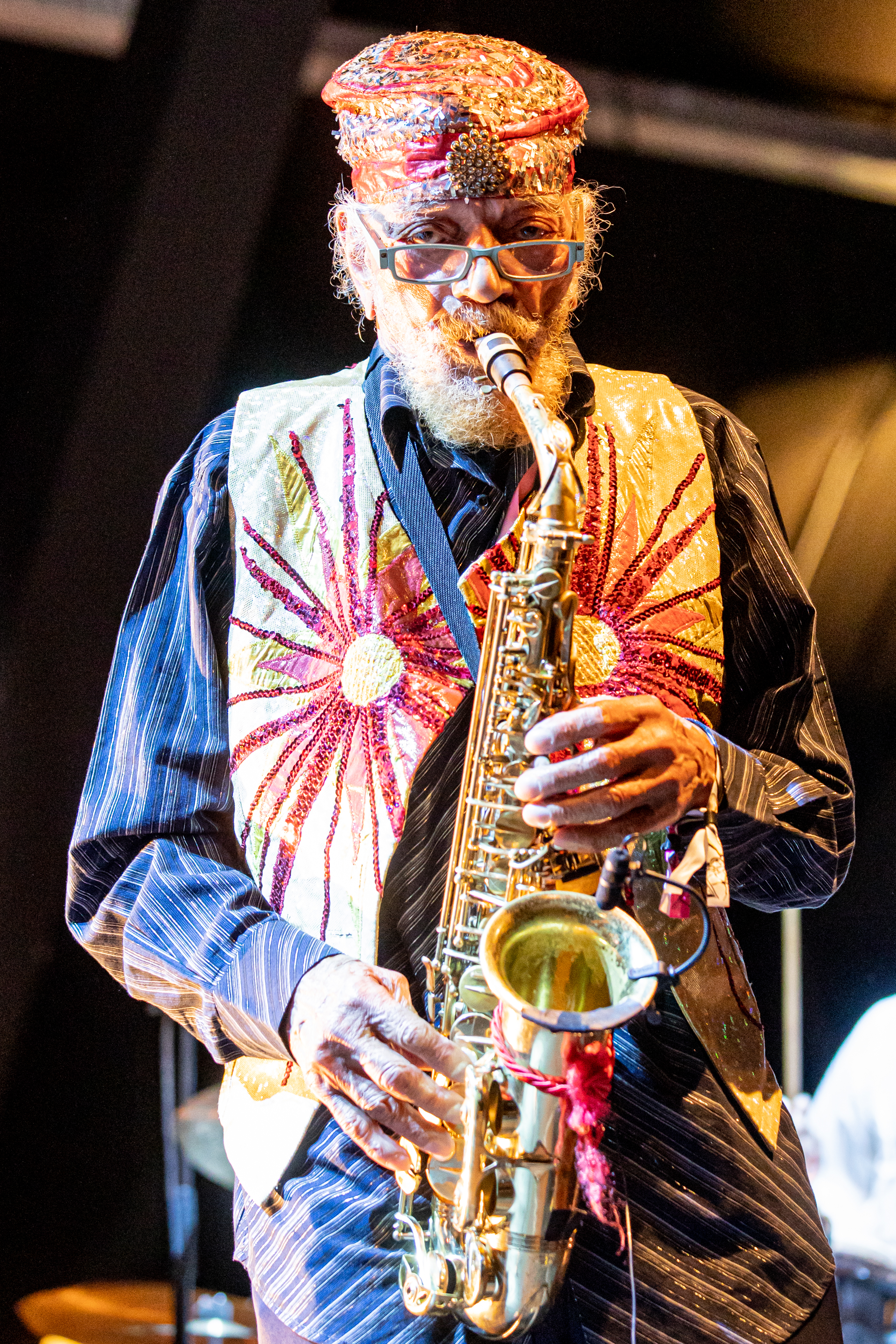
Marshall Allen 2019

Marshall Belford Allen (Louisville, 25 mei 1924) is een Amerikaanse multi-instrumentalist in de freejazz en avant-garde. Zijn voornaamste instrument is de altsaxofoon, maar hij speelt ook fluit, hobo, piccolo, klarinet en EVI. Tevens is hij componist en arrangeur. Allen is het meest bekend door zijn werk met Sun Ra.
Tijdens de Tweede Wereldoorlog was Allen gelegerd in Frankrijk en speelde hij in Parijs saxofoon en klarinet in een legerband. Hij speelde hier ook in een trio met Art Simmons en Don Byas en na de oorlog toerde hij met James Moody. Verder studeerde hij klarinet aan het conservatorium. 
Na zijn terugkeer in Amerika in 1951 formeerde hij zijn eigen groep. Rond 1956 ontmoette hij de excentrieke bandleider en keyboard-speler Sun Ra en in 1958 werd hij lid van diens band, waar hij tot diens dood in 1993 zou werken. Met Ra nam hij tientallen albums op, naast onder meer saxofonist John Gilmore. Na Ra's dood en het overlijden van  Gilmore, die Ra's Arkestra enige tijd leidde, werd Allen in 1995 bandleider. Met deze groep onder zijn hoede nam hij twee albums op die verschenen op Allens platenlabel Elra. Ook speelde hij mee met Outerzone Orchestra, een groep die muziek maakt die geïnspireerd is door Ra.
Allen heeft ook buiten het orkest van Ra gespeeld. In 1964 maakte hij opnames met de groep van Paul Bley en in het midden van de jaren zestig werkte hij samen met de groep van Babatunde Olatunji, waarmee Allen een van de eerste musici werd die een brug tussen de jazz en Afrikaanse muziek sloeg. Ook werkte hij samen met bijvoorbeeld de avant-rockgroep Sonic Youth. Meer recent speelde hij regelmatig met contrabassist Henry Grimes. 

## Discografie (selectie)
- Mark-N-Marshall: Monday, CIMP, 1988
- Mark-N-Marshall: Tuesday, CIMP, 1988
- PoZest, CIMP, 2000 ('album-pick' Allmusic)